# Día del Músico
El Día del Músico o Día Internacional del Músicose celebra el 22 de noviembre, para festejar a todos aquellos que de alguna u otra forma se relacionan y conocen sobre música. La fecha conmemora la muerte de santa Cecilia  personaje medio legendario, mártir del cristianismo y patrona de los músicos. La celebración suele ir asociada a conciertos, misas y diversos eventos musicales organizados por bandas, coros y escuelas de música en honor a la santa.
Algunas fuentes mencionan que se debe a los cuadros de pintores del siglo XV el hecho de que santa Cecilia esté vinculada con la música, ya que la mostraban tocando el arpa y otros instrumentos.[cita requerida]
Esta celebración se inició un 22 de noviembre con un festejo realizado en la localidad francesa de Evreux (Normandía), con un torneo de compositores. Desde 1695 se comenzó a celebrar en Edimburgo (Escocia) con cierta regularidad el Día del Músico/a. Posteriormente, también lo hicieron Alemania y Francia. Es muy popular en España y otros países como Italia. En América Latina esta tradición de realizar una fiesta empezó en Río de Janeiro (Brasil) entre 1919 y 1920, y se extendió paulatinamente otros países como: México, Argentina, Colombia, Chile. y Venezuela

## Otras celebraciones
Existen otras celebraciones que también conmemoran la música:
- La Fiesta de la Música, originada en Francia como  Fête de la Musique, celebrada por primera vez el 21 de junio de 1982 a instancias del ministro francés Jack Lang. Y también conocida como Día Mundial de la Música se ha extendido a numerosos países de todo el mundo y fue adoptada en 1985 como Día Europeo de la Música. Se convirtió en un evento internacional donde músicos de todos los géneros y niveles salen a las calles para ofrecer conciertos gratuitos y compartir la música con el público.
- El Día Internacional de la Música: se celebra anualmente el 1 de octubre desde 1975, establecido por el Consejo Internacional de la Música (IMC) en ese mismo año.

## Otros aniversarios
Esta misma fecha está relacionada con otras efemérides musicales:
- 1901: nació el compositor español Joaquín Rodrigo (1901-1999), autor del Concierto de Aranjuez (1939).
- 1901: falleció el compositor mexicano Genaro Codina (1852-1901), autor de la Marcha de Zacatecas.
- 1908: falleció el músico francés Claude-Paul Taffanel (1844-1908), considerado el fundador de la escuela francesa de la flauta.
- 1913: nació el compositor, director de orquesta y pianista británico Benjamin Britten (1913-1976), considerado el más importante creador musical académico inglés del siglo XX.

En Argentina
El 23 de enero se celebra el “Día Nacional del Músico”. Esta conmemoración se realiza desde el año 2015 cuando se promulgó la Ley N.º 27106, en homenaje al natalicio de Luis Alberto Spinetta.